# Чанира Баджрачарья
Чанира Баджрачарья (непальск. चनिरा बज्राचार्य; род. 1995, Непал) — бывшая Кумари, Живая Богиня Патана в Непале.

## Биография
Она родилась в Непале, избрана живой богиней в апреле 2000 года и взошла на престол, когда ей было пять лет. В конце мая 2001 года она четыре дня плакала, что было истолковано как дурное предзнаменование. На следующий день после того, как она перестала плакать, произошло убийство непальской королевской семьи. Её правление закончилось, когда она достигла половой зрелости в возрасте 15 лет — считается, что с первой менструацией богиня покинула её тело. Чаниру сменила Самита Баджрачарья, племянница Дханы Кумари Баджрачарьи, одной из дольше всех живущих богинь, правившей в Патане три десятилетия.
Баджрачарья свободно говорит по-английски, который выучила во время своего правления в качестве Живой Богини. После потери статуса Живой Богини она изучала бизнес-администрирование в Университете Катманду, получив степень магистра делового администрирования.
В 2016 году вошла в список 100 женщин BBC за создание сети поддержки бывших кумари, помогающей девочкам адаптироваться в светской жизни после мистического детства.